# Canard de Gimbsheim
Le canard de Gimbsheim est une race récente de canard domestique originaire d'Allemagne.

## Histoire
Le canard de Gimbsheim a été sélectionné en Allemagne entre 1958 et 1963 dans la région de Gimbsheim (Rhénanie-Palatinat), à partir de l'orpington, du pékin américain et du canard de Saxe.

## Description
Le coloris de son plumage est dit « bleu » c'est-à-dire gris foncé, plus foncé pour la tête chez le mâle. Le bec du mâle est d'un jaune verdâtre, celui de la cane est gris. Leurs pattes sont de couleur grise, comme leurs palmes. Ce canard fermier est de dimension moyenne avec un corps long et large. Le mâle peut atteindre 3 kg et la cane 2,5 kg. Celle-ci peut pondre 150 œufs (de couleur jaunâtre à vert pâle) par an, de 70 grammes en moyenne. Le baguage est de 18 mm de diamètre pour les deux sexes,.